# モショル・パークウェイ駅
モショル・パークウェイ駅 (Mosholu Parkway) はニューヨーク市地下鉄IRTジェローム・アベニュー線の駅である。ブロンクス区ベッドフォード・パークとノーウッドに跨がるモショル・パークウェイとジェローム・アベニューの交差点に位置し、4系統が終日停車する。

## 駅構造
| P ホーム階 | 相対式ホーム、右側ドアが開く | 相対式ホーム、右側ドアが開く |
| P ホーム階 | 北行緩行線                   | ← ウッドローン駅行き（終点） |
| P ホーム階 | 混雑方向急行線               | → 定期列車設定なし |
| P ホーム階 | 南行緩行線                   | → ユーティカ・アベニュー駅行き（ベッドフォード・パーク・ブールバード-リーマン・カレッジ駅）→ 深夜帯：ニューロッツ・アベニュー駅行き（ベッドフォード・パーク・ブールバード-リーマン・カレッジ駅）→ |
| P ホーム階 | 相対式ホーム、右側ドアが開く | |
| M          | 改札階                       | 改札口、駅員詰所、メトロカード自動販売機 |
| G          | 地上階                       | 出入口 |

駅はジェローム・アベニュー線最後の延伸である1918年4月15日のキングスブリッジ・ロード駅 - ウッドローン駅間の延伸開業と共に開業した。相対式ホーム2面3線の高架駅で、急行線は定期旅客列車の設定は無い。
駅の南側ではジェローム車両基地からの線路が合流している。

### 出入口
駅からの出口はモショル・パークウェイ北とジェローム・アベニューの交差点南東・南西にそれぞれ2つずつ階段が接続している。

## ギャラリー

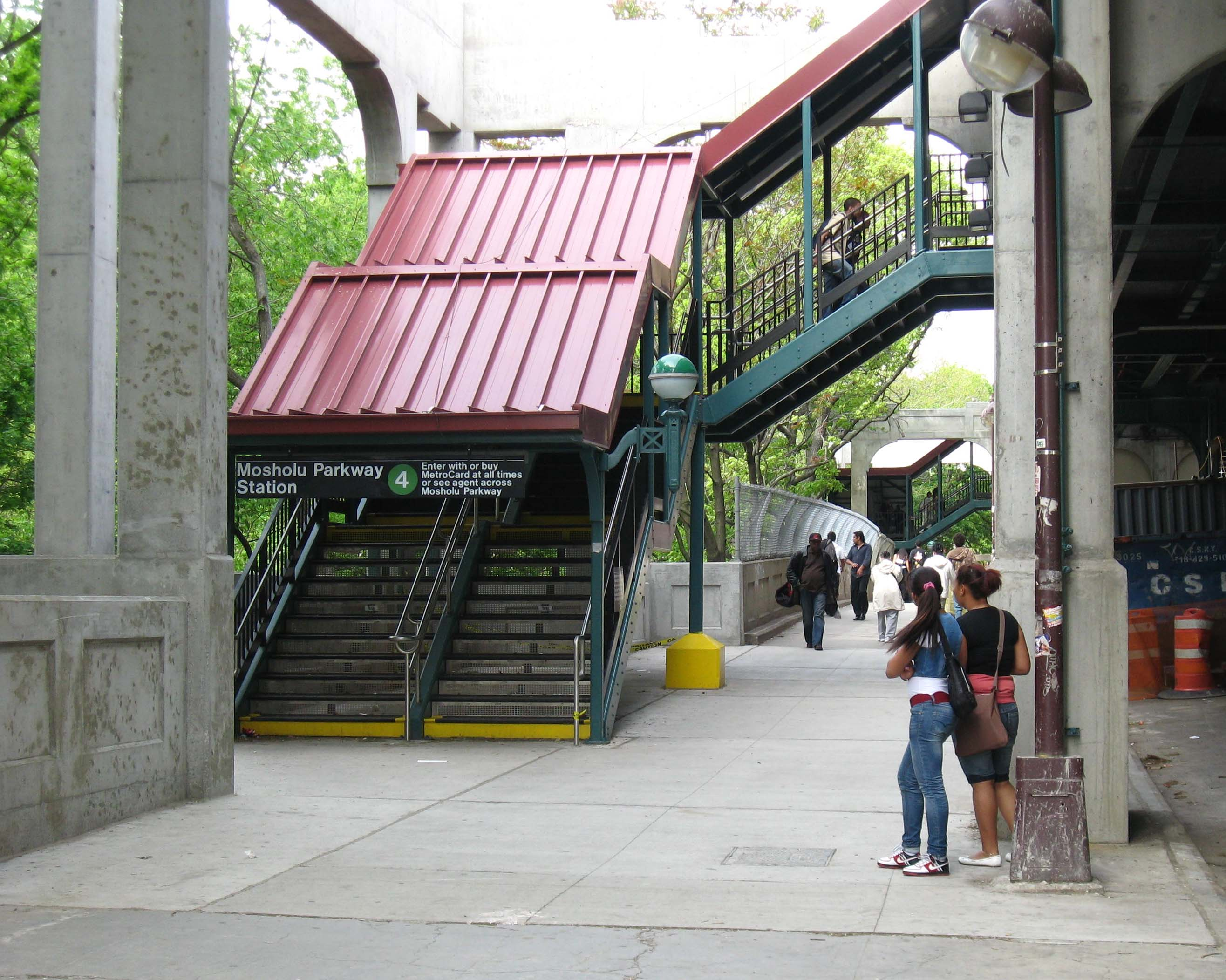
入口階段
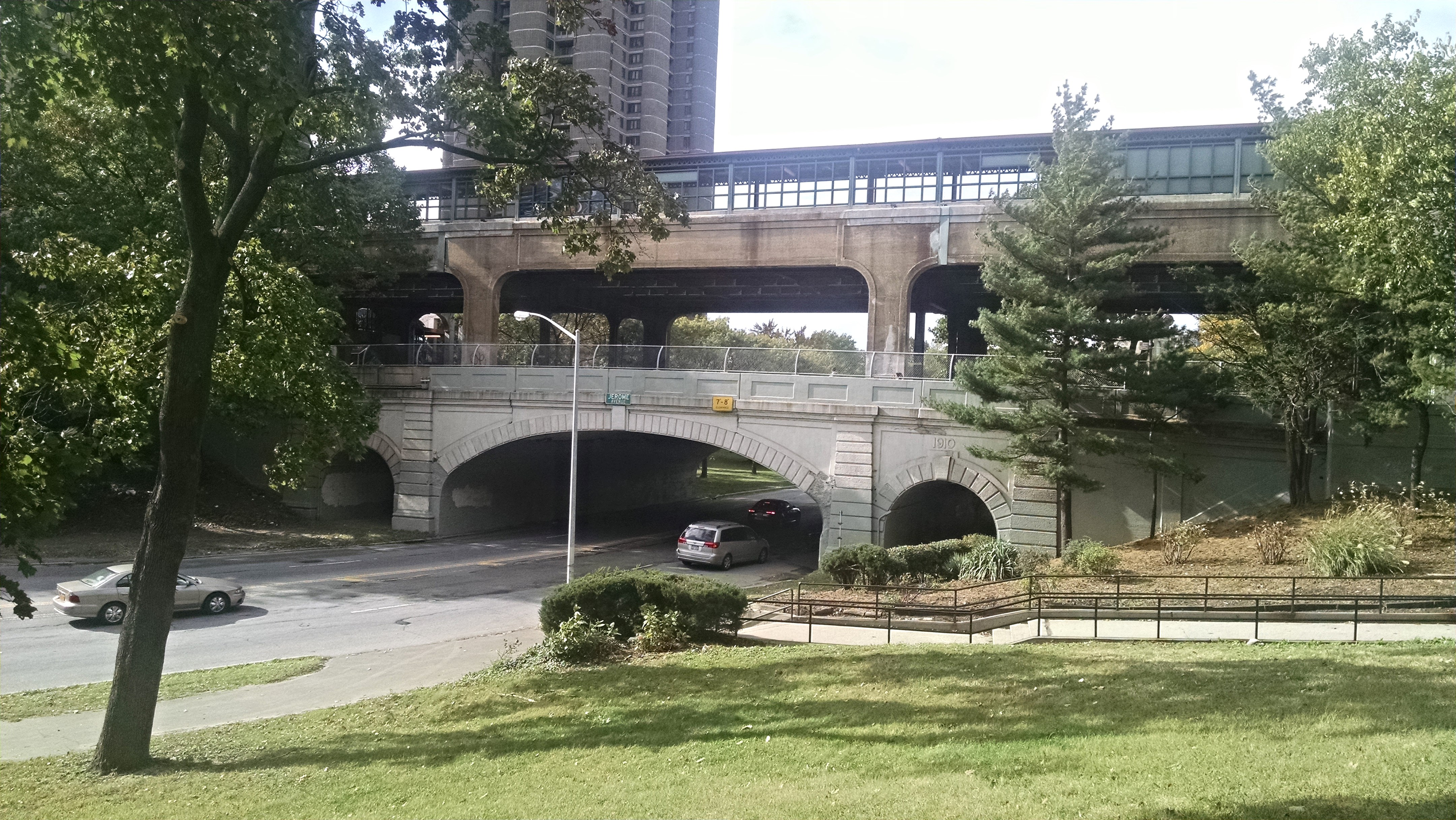
モショル・パークウェイから見た駅